# Bisdom
Een bisdom of diocees is een kerkrechtelijk afgebakend gebied dat onder het bestuur van een lokale bisschop staat. Deze territoriale indeling wordt gebruikt in meerdere christelijke groeperingen, waaronder de Rooms-katholieke, Orthodoxe, Oudkatholieke, Anglicaanse en Lutherse Kerk.
Het woord komt half van bisschop (Grieks: επισκοπος epi-skopos, letterlijk "op-zichter") en half van het achtervoegsel -dom. Ook het woord diocees (Latijn: dĭœcēsĭs, van het Griekse διοίκησις, dat "bestuur" betekent) is in zwang, maar minder gebruikelijk dan bisdom. Het bijvoeglijke naamwoord is bisdommelijk; ook diocesaan wordt gebruikt, vooral in Vlaanderen.
Een kerkprovincie kan uit een of meer bisdommen bestaan. Het belangrijkste bisdom is het aartsbisdom met aan het hoofd de aartsbisschop. Als binnen een kerkprovincie naast het aartsbisdom ook nog andere bisdommen vallen, worden deze suffragane bisdommen (afhangend van het aartsbisdom) genoemd. In zo'n geval is de aartsbisschop ook metropoliet. Een bisdom wordt onderverdeeld in dekenaten met aan het hoofd een deken. Een dekenaat wordt weer onderverdeeld in parochies met aan het hoofd een pastoor. Niet alle bisdommen kennen dekenaten. Een bisdom kan ook rechtstreeks onderverdeeld zijn in parochies.
Bisdommen worden vernoemd naar de stad waar de bisschop resideert. Daarom is er bijvoorbeeld wel sprake van een bisdom Rotterdam en niet van een bisdom Zuid-Holland. Soms heeft een bisdom een dubbele naam, zoals bisdom Haarlem-Amsterdam of aartsbisdom Mechelen-Brussel. Dit gebeurt als binnen een bestaand bisdom een stad wordt bestempeld als hoofdstad van het land. Zo resideert de bisschop toch, zoals het ook gebruikelijk is, in de hoofdstad.

## Zie ook

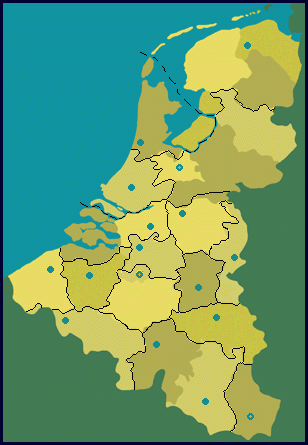
Rooms-katholieke bisdommen in Nederland, België en Luxemburg.
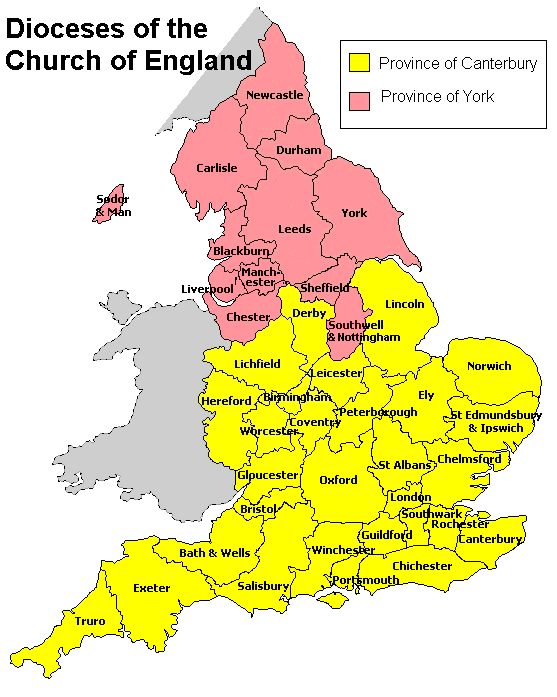
Anglicaanse bisdommen in Engeland.
Lutherse bisdommen in Noorwegen.
Orthodoxe bisdommen in Noord-Macedonië.